# Belén (Ayacucho)

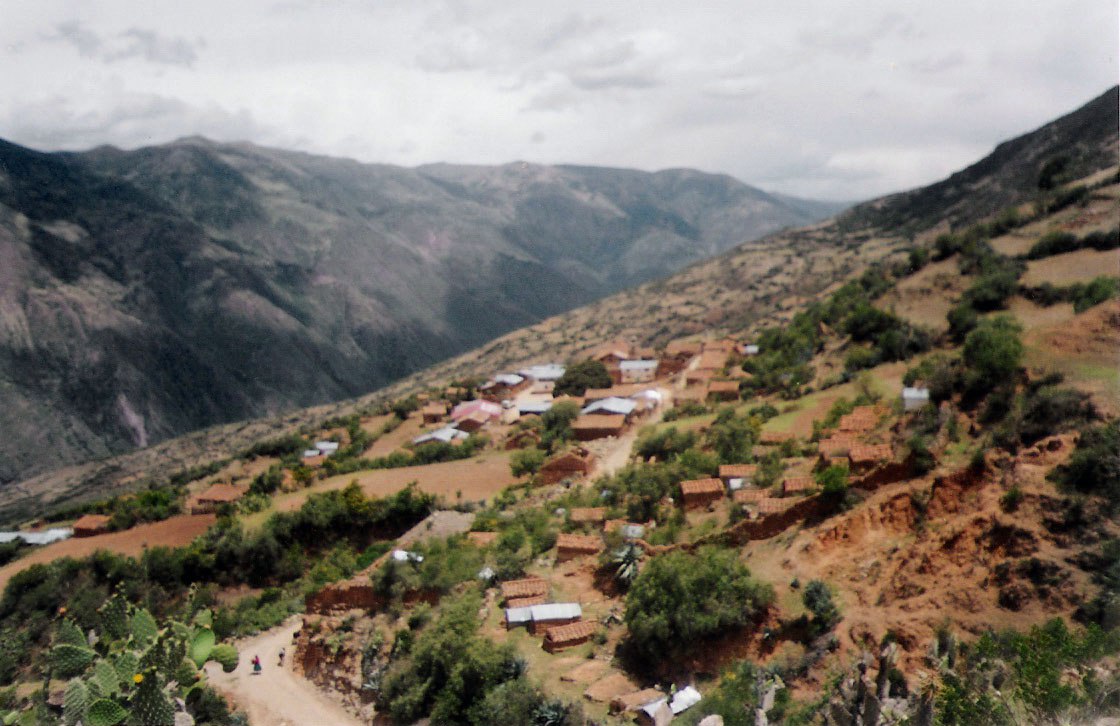
Panoramica de Belén

Belén é uma cidade peruana do departamento de Ayacucho. Segundo dados de 2007, possui população de 611 habitantes.